# Heinrich Schäfer (Agrarwissenschaftler)
Heinrich Schäfer (* 3. Juni 1909 in Jeßnitz (Anhalt); † 28. Februar 1980) war ein deutscher Agrar- und Tierzuchtwissenschaftler sowie Hochschullehrer.

## Leben und Wirken
Nach dem Schulabschluss studierte er und promovierte 1935 an der Universität Leipzig zum Dr. phil. Die Habilitation folgte 1941, ebenfalls an der Universität Leipzig. Ab 1946 war er Dozent in Witzenhausen und ab 1954 Privatdozent für Tierzucht an der Universität Gießen. Dort wurde er 1962 zum außerplanmäßigen Professor ernannt und wurde Ordinarius für Tierzucht und Tierernährung in den Tropen und Subtropen. Von 1950 bis 1961 leitete er eine Karakulzuchtfarm. 
Sein Forschungsschwerpunkt war die Tierzucht, insbesondere die Schafzucht. Sein Hauptaugenmerk galt der Karakulzucht in Südwestafrika sowie in tropischen und subtropischen Ländern.

## Schriften (Auswahl)
- Physiologische und physische Untersuchungen über die Leistungsfähigkeit von Warmblutpferden. Dresden 1936.
- Die physiologischen Verhältnisse beim Gebärakt des Schweines und ihre Beziehungen zu einigen Leistungsäußerungen. [Berlin, 1941].
- (mit Karl Walter Spitzner): Die Karakulzucht in Südwestafrika und das Haus Thorer. 1962.
- Tierzucht und Tierhaltung in Steppengebieten, insbesondere in der südwestafrikanischen Trockensavanne. DLG-Verlag, Frankfurt am Main 1963.